# USS Slater (DE-766)
USS Slater (DE-766) je eskortni rušilec razreda Cannon, ki je služil  Vojni mornarici ZDA med drugo svetovno vojno. 

## Zgodovina
Eskortni rušilec je bil zgrajen v ladjedelnici Tampa Shipbuilding Company na Floridi. Splavljen je bil 20. februarja 1944 in predan v uporabo 1. maja 1944.
Rušilec je bil poimenovan po Franku O. Slaterju, mornarju, ki je umrl v med pomorsko bitko pri Guadalcanalu.
USS Slater je med drugo svetovno vojno sodeloval v boju proti podmornicam in pri spremljanju konvojev v Atlantskem in Tihem oceanu. Po vojni je bil leta 1947 razorožen, zatem pa leta 1951 predan Grški vojni mornarici, kjer je bil preimenovan v Aetos (Αετός).

Skupaj s tremi drugimi eskortnimi rušilci istega razreda je bil Aetos (D01) vključen v flotiljo z imenom Θηρία, s katero je opravljal patuljiranje v vzhodnem Egejskem morju in v Dodekanezu, kasneje je služil tudi kot vadbena ladja za mornariške kadete.

## Vrnitev v ZDA
USS Slater je bil leta 1991 izločen iz uporabe v Grški vojni mornarici. Nahajal se je na privezu v zalivu Suda na Kreti, kjer je čakal na razrez. Člani Združenja mornarjev eskortnih rušilcev (Destroyer Escort Sailors Association) so se odločili, da ga rešijo in vrnejo v ZDA. Ko je Grčija rušilec uradno podarila združenju, so člani v ta namen zbrali 290.000 dolarjev ter organizirali prevoz oz. vleko v ZDA, s pomočjo najetega vlačilca.

## Muzejska ladja
Danes je USS Slater opravlja vlogo muzejske ladje na reki Hudson v Albanyju, New York. Je edini še ohranjeni eskortni rušilec razreda Cannon v plovnem stanju, ter je bil obnovljen v svojo vojno konfiguracijo.
Leta 2012 je bil USS Slater v ZDA razglašen za nacionalno zgodovinsko znamenitost in vpisan v Register zgodovinskih krajev.